# Christopher Bourque
Pour les articles homonymes, voir Bourque.
Christopher Ray Bourque (né le 29 janvier 1986 à Boston dans le Massachusetts aux États-Unis) est un joueur professionnel binational américain et canadien de hockey sur glace.
Il est le fils du défenseur Raymond Bourque, membre du Temple de la renommée du hockey et le frère du hockeyeur professionnel Ryan.

## Biographie

### Carrière en club
Fils du membre du Temple de la renommée du hockey Raymond Bourque, il est devenu lors de la saison 2007-2008 le 23e fils d'un membre du Temple à atteindre la LNH. Malgré sa petite taille, il est repêché par les Capitals de Washington en 2004 alors qu'il évoluait toujours dans une école secondaire aux États-Unis, et décide de rejoindre les rangs universitaires la saison suivante. Il s'aligne alors avec les Terriers de l'Université de Boston de la National Collegiate Athletic Association (NCAA). Il s'agit de sa seule saison avec cette équipe puisqu'il décide de devenir professionnel au terme de cette saison.
Il débute alors avec les Pirates de Portland de la Ligue américaine de hockey (LAH), y jouant six parties. La saison suivante, il rejoint le club-école des Capitals, les Bears de Hershey. Il faut attendre la saison 2007-2008 avant de le voir évoluer dans la Ligue nationale de hockey, il joua sa première partie le 6 novembre 2007 contre les Thrashers d'Atlanta, récoltant deux minutes de punition. En 2008-2009, il aide son club de la LAH à remporter un dixième titre de la Coupe Calder.
En 2009-2010, il rejoint les Penguins de Pittsburgh, mais en cours de saison, il retourne au sein de l'organisation des Capitals. Assigné aux Bears, il décroche une seconde Coupe Calder.
Le 26 mai 2012, les Capitals l'échangent aux Bruins de Boston en retour de Zach Hamill.
Il est transféré au HC Bienne le 29 novembre 2013. Le 2 juillet 2015, il retourne avec son ancienne équipe, les Capitals, pour 2 saisons et un salaire total de 1,2 million de dollars s'il joue dans la LNH.

### Carrière internationale
Au niveau international, il représenta les États-Unis à deux reprises au Championnat du monde junior de hockey sur glace, soit en 2005 et en 2006.

## Statistiques

### En club
| Saison     | Équipe                     | Ligue      |    | Saison régulière | Saison régulière | Saison régulière | Saison régulière | Saison régulière |   | Séries éliminatoires | Séries éliminatoires | Séries éliminatoires | Séries éliminatoires | Séries éliminatoires |
| Saison     | Équipe                     | Ligue      | PJ | B                | A                | Pts              | Pun              | PJ               | B | A                    | Pts                  | Pun                  |                      |                      |
| 2002-2003  | Cushing Academy            | HS         | 28 | 31               | 26               | 57               | 49               | -                | - | -                    | -                    | -                    |                      |                      |
| 2003-2004  | Cushing Academy            | HS         | 31 | 37               | 53               | 90               | 96               | -                | - | -                    | -                    | -                    |                      |                      |
| 2004-2005  | Terriers de Boston         | NCAA       | 35 | 10               | 13               | 23               | 50               | -                | - | -                    | -                    | -                    |                      |                      |
| 2004-2005  | Pirates de Portland        | LAH        | 6  | 1                | 1                | 2                | 2                | -                | - | -                    | -                    | -                    |                      |                      |
| 2005-2006  | Bears de Hershey           | LAH        | 52 | 8                | 28               | 36               | 40               | 1                | 0 | 0                    | 0                    | 0                    |                      |                      |
| 2006-2007  | Bears de Hershey           | LAH        | 76 | 25               | 33               | 58               | 49               | 19               | 2 | 6                    | 8                    | 18                   |                      |                      |
| 2007-2008  | Bears de Hershey           | LAH        | 73 | 28               | 35               | 63               | 56               | -                | - | -                    | -                    | -                    |                      |                      |
| 2007-2008  | Capitals de Washington     | LNH        | 4  | 0                | 0                | 0                | 2                | -                | - | -                    | -                    | -                    |                      |                      |
| 2008-2009  | Bears de Hershey           | LAH        | 69 | 21               | 52               | 73               | 57               | 22               | 5 | 16                   | 21                   | 30                   |                      |                      |
| 2008-2009  | Capitals de Washington     | LNH        | 8  | 1                | 0                | 1                | 0                | -                | - | -                    | -                    | -                    |                      |                      |
| 2009-2010  | Penguins de Pittsburgh     | LNH        | 20 | 0                | 3                | 3                | 10               | -                | - | -                    | -                    | -                    |                      |                      |
| 2009-2010  | Bears de Hershey           | LAH        | 49 | 22               | 48               | 70               | 26               | 21               | 7 | 20                   | 27                   | 10                   |                      |                      |
| 2009-2010  | Capitals de Washington     | LNH        | 1  | 0                | 0                | 0                | 0                | -                | - | -                    | -                    | -                    |                      |                      |
| 2010-2011  | Atlant Mytichtchi          | KHL        | 8  | 1                | 0                | 1                | 0                | -                | - | -                    | -                    | -                    |                      |                      |
| 2010-2011  | HC Lugano                  | LNA        | 39 | 14               | 19               | 33               | 24               | 2                | 1 | 4                    | 5                    | 0                    |                      |                      |
| 2011-2012  | Bears de Hershey           | LAH        | 73 | 27               | 66               | 93               | 42               | 5                | 1 | 3                    | 4                    | 0                    |                      |                      |
| 2012-2013  | Bruins de Providence       | LAH        | 39 | 10               | 28               | 38               | 34               | 12               | 5 | 9                    | 14                   | 14                   |                      |                      |
| 2012-2013  | Bruins de Boston           | LNH        | 18 | 1                | 3                | 4                | 6                | -                | - | -                    | -                    | -                    |                      |                      |
| 2013-2014  | Ak Bars Kazan              | KHL        | 11 | 2                | 0                | 2                | 6                | -                | - | -                    | -                    | -                    |                      |                      |
| 2013-2014  | HC Bienne                  | LNA        | 21 | 6                | 7                | 13               | 14               | 12               | 4 | 4                    | 8                    | 4                    |                      |                      |
| 2014-2015  | Wolf Pack de Hartford      | LAH        | 73 | 29               | 37               | 66               | 68               | 15               | 4 | 13                   | 17                   | 12                   |                      |                      |
| 2015-2016  | Bears de Hershey           | LAH        | 72 | 30               | 50               | 80               | 56               | 21               | 4 | 8                    | 12                   | 20                   |                      |                      |
| 2016-2017  | Bears de Hershey           | LAH        | 76 | 18               | 42               | 60               | 46               | 12               | 6 | 4                    | 10                   | 4                    |                      |                      |
| 2017-2018  | Bears de Hershey           | LAH        | 64 | 17               | 36               | 53               | 63               | -                | - | -                    | -                    | -                    |                      |                      |
| 2018-2019  | Sound Tigers de Bridgeport | LAH        | 72 | 15               | 39               | 54               | 52               | 5                | 0 | 1                    | 1                    | 2                    |                      |                      |
| 2019-2020  | EHC Munich                 | DEL        | 51 | 17               | 30               | 47               | 34               | -                | - | -                    | -                    | -                    |                      |                      |
| 2020-2021  | EHC Munich                 | DEL        | 38 | 7                | 35               | 42               | 26               | 2                | 1 | 1                    | 2                    | 2                    |                      |                      |
| 2021-2022  | ERC Ingolstadt             | DEL        | 52 | 17               | 28               | 45               | 42               | 2                | 0 | 1                    | 1                    | 4                    |                      |                      |
| Totaux LNH | Totaux LNH                 | Totaux LNH | 51 | 2                | 6                | 8                | 18               | -                | - | -                    | -                    | -                    |                      |                      |

### En équipe nationale
| Année | Équipe         | Compétition                 |   | PJ | B | A | Pts | Pun         |  | Résultats |
| 2005  | États-Unis U20 | Championnat du monde junior | 3 | 1  | 1 | 2 | 0   | 4e position |  |           |
| 2006  | États-Unis U20 | Championnat du monde junior | 7 | 7  | 1 | 8 | 12  | 4e position |  |           |
| 2018  | États-Unis     | Jeux olympiques             | 5 | 0  | 2 | 2 | 2   | 7e place    |  |           |

## Trophées et honneurs personnels
- 2004 : joueur secondaire le plus utile à son équipe de la Nouvelle-Angleterre.
- 2005 : nommé dans l'équipe d'étoiles des recrues de la Hockey East.
- 2009, 2010 : remporte la Coupe Calder avec les Bears de Hershey.